# Just Push Play
Just Push Play ist das dreizehnte Studioalbum der US-amerikanischen Hard-Rock-Band Aerosmith. Es erschien im März 2001 bei Columbia Records. Es erreichte Platin-Status in den USA, konnte jedoch erneut nicht die Erfolge der Vorgängeralben wiederholen.

## Entstehung
Das Album wurde hauptsächlich in South Shore, Massachusetts, aufgenommen. Das Schlagzeug wurde im Long View Farms Studio in North Brookfield, Massachusetts, eingespielt, die Streicher in den Ocean Way Studios in Los Angeles, Kalifornien, weitere Klangeffekte in Boston, Massachusetts und bei Village Recorders in Los Angeles. Zusätzliche Aufnahmen für das Stück Fly Away From Here fanden in den Pearl White Studios, den Whatinthewhatthe Studios und dem „Studio in the Sunset Marquis“ statt.
Nach dem relativen Misserfolg von Nine Lives hatten Gitarrist Joe Perry und Sänger Steven Tyler diesmal selbst die Kontrolle übernommen und arbeiteten mit der Assistenz von Mark Hudson und Marti Frederiksen. Dennoch äußerte sich Perry im Nachhinein skeptisch zu Just Push Play und sagte, es sei das von ihm am wenigsten favorisierte Album. Es habe bei den Aufnahmen niemals einen Zeitpunkt gegeben, bei dem alle fünf Bandmitglieder im selben Raum gewesen seien. Das Album habe ihm gezeigt, wie man eine Aerosmith-Platte nicht machen soll:

„I don't think we've made a decent album in years. Just Push Play is my least favorite. When we recorded it there was never a point where all five members were in the room at the same time and Aerosmith's major strength is playing together. It was a learning experience for me: it showed me how not to make an Aerosmith record.“

Das Album-Cover zeigt eine Zeichnung des japanischen Illustrators Hajime Sorayama mit einem weiblichen Roboter in einem gelben hochgewirbelten Kleid. Es entstammt der Werkreihe Sexy Robot von Sorayama.

## Rezeption
In Deutschland erreichte das Album Platz sechs der Charts, in den USA Platz zwei. Stephen Thomas Erlewine von Allmusic schrieb, auch wenn es sich bei Just Push Play nicht um eine Bandangelegenheit gehandelt habe, sei das Resultat jedoch besser als alles seit Pump. Er vergab drei von fünf Sternen.

## Titelliste
1. Beyond Beautiful (Marti Frederiksen, Mark Hudson, Perry, Tyler) – 4:45
2. Just Push Play (Steve Dudas, Hudson, Tyler) – 3:51
3. Jaded (Hamilton, Tyler) – 3:34
4. Fly Away from Here (Chapman, Frederiksen) – 5:01
5. Trip Hoppin'  (Frederiksen, Hudson, Perry, Tyler) – 4:27
6. Sunshine (Frederiksen, Perry, Tyler) – 3:37
7. Under My Skin (Frederiksen, Hudson, Perry, Tyler) – 3:45
8. Luv Lies (Frederiksen, Hudson, Perry, Tyler) – 4:26
9. Outta Your Head (Frederiksen, Perry, Tyler) – 3:22
10. Drop Dead Gorgeous (Hudson, Perry, Tyler) – 3:42
11. Light Inside (Frederiksen, Perry, Tyler) – 3:34
12. Avant Garden (Frederiksen, Hudson, Perry, Tyler) – 4:52
13. Face/Under My Skin (reprise) (Tyler, Perry, Frederiksen, Hudson) – 3:05/1:02

### Japan-Version
1. Beyond Beautiful (Marti Frederiksen, Mark Hudson, Perry, Tyler) – 4:45
2. Just Push Play (Steve Dudas, Hudson, Tyler) – 3:51
3. Jaded (Tom Hamilton, Tyler) – 3:34
4. Fly Away from Here (Chapman, Frederiksen) – 5:01
5. Trip Hoppin'  (Frederiksen, Hudson, Perry, Tyler) – 4:27
6. Sunshine (Frederiksen, Perry, Tyler) – 3:37
7. Under My Skin (Frederiksen, Hudson, Perry, Tyler) – 3:45
8. Luv Lies (Frederiksen, Hudson, Perry, Tyler) – 4:26
9. Outta Your Head (Frederiksen, Perry, Tyler) – 3:22
10. Drop Dead Gorgeous (Hudson, Perry, Tyler) – 3:42
11. Light Inside (Frederiksen, Perry, Tyler) – 3:34
12. Avant Garden (Frederiksen, Hudson, Perry, Tyler) – 4:52
13. Won't Let You Down (Tyler, Perry, Frederiksen, Hudson) 3:36
14. I Don't Want to Miss a Thing (Warren) – 4:59